# 11161 Daibosatsu
11161 Daibosatsu este un asteroid din centura principală, descoperit pe 25 ianuarie 1998, de Takao Kobayashi.